# Colin Booth
Colin Booth, né en Angleterre, est un facteur de clavecins et claveciniste classique anglais.

## Biographie
Colin Booth, né en Angleterre, effectue tout d'abord une formation en piano et orgue, avant d'étudier ultérieurement avec Colin Tilney.
Il est facteur de clavecins et claveciniste depuis 1971. 
Il continue de fabriquer des clavecins dans un atelier près de Wells, tout en jouant du clavecin comme soliste dans de nombreux pays, du Danemark à l'Afrique du Sud. Il a donné des concerts en direct pour la radio danoise et enregistré pour ITV (réseau de télévision). Il enseigne également dans sa région et contribue régulièrement à l'École d'été internationale de Dartington (en).
En 1991 Colin Booth fonde Soundboard Records, un label spécialisé en musique ancienne.
Il enregistre notamment au clavecin les compositions de Bach, mais également 17 sonates de Domenico Scarlatti (1994, Olympia) : K. 30, 46, 87, 119, 132, 133, 208, 213, 215, 259, 260, 278, 380, 429, 517, 544 et 545.